# ایوان باسو
ایوان باسو (زادهٔ ۲۶ نوامبر ۱۹۷۷) رکابزن سابق ایتالیایی است که در دوچرخه‌سواری جاده فعالیت می‌کرد. باسو با لقب ایوان مخوف، یکی از بهترین رکابزنان کوهستان در آغاز سدهٔ ۲۱ به‌شمار می‌رفت و یکی از قدرتمندترین رکابزنان مسابقات مرحله‌ای بود. او دو بار در سال ۲۰۰۶ با تیم سی‌اس‌سی و در ۲۰۱۰ با تیم لیکیگس برندهٔ جیرو دیتالیا شد. باسو در سال ۲۰۰۷ به برنامه‌ریزی برای مصرف مواد نیروزا اعتراف کرد و به مدت دو سال محروم شد. محرومیت او در ۲۴ اکتبر ۲۰۰۸ به پایان رسید. باسو در اواخر ۲۰۱۵ از دوچرخه‌سواری بازنشسته شد. آخرین تیم حرفه‌ای او تیم تینکوف-ساکسو بود.

## زندگی‌نامه
باسو در گالاراته در استان وارزه در لمباردی به دنیا آمد. در همسایگی او کلودیو کاپوچی برندهٔ سه مرحلهٔ تور دو فرانس که به دلیل دوپینگ، برای دو سال محروم شده‌بود، زندگی می‌کرد.
در دوران فعالیت آماتور، توانست در سال ۱۹۹۵ نایب قهرمان مسابقات قهرمانی جوانان جهان شود و در سال ۱۹۹۸ نیز برندهٔ مسابقات قهرمانی زیر ۲۳ سال جهان شد. والدین باسو از او خواستند که پیش از حرفه‌ای شدن تحصیلات خود را به پایان برساند. نخستین تیم حرفه‌ای او تیم ریسو-اسکوتی بود که در سال ۱۹۹۹ به عضویت آن درآمد و برای نخستین بار در جیرو دیتالیا رکاب زد. باسو نتوانست مسابقه را به پایان برساند، ولی برنده‌شدن در آن را یکی از اولویت‌های خود قرار داد. در سال ۲۰۰۰ توانست نخستین پیروزی حرفه‌ای خود را با برنده‌شدن تور رجیو به دست آورد.

### نتایج امیدوار کننده
باسو در سال ۲۰۰۱ به تیم فاسا بورتولو پیوست که توسط جانکارلو فرتی هدایت می‌شد. او توانست موفقیت‌های قابل توجهی در سال ۲۰۰۱ به دست آورد و برای نخستین بار در تور دو فرانس شرکت کرد. حملهٔ او در مرحلهٔ هفتم در روز ملی فرانسه، منجر به تشکیل یک گروه پیشتاز پنج نفره شد، ولی باسو در یک سراشیبی زمین‌خورد و علی‌رغم کسب مقام چهارم در مرحله، وادار به انصراف از مسابقه شد.
در دو سال بعد، باسو نتوانست پیروزی مهمی به دست آورد، ولی نتایج امیدوار کننده‌ای در تور دو فرانس کسب کرد. در تور دو فرانس ۲۰۰۲ رتبهٔ یازدهم را به دست آورد و برندهٔ پیراهن سفید شد که به بهترین رکابزن زیر ۲۵ سال داده می‌شد.

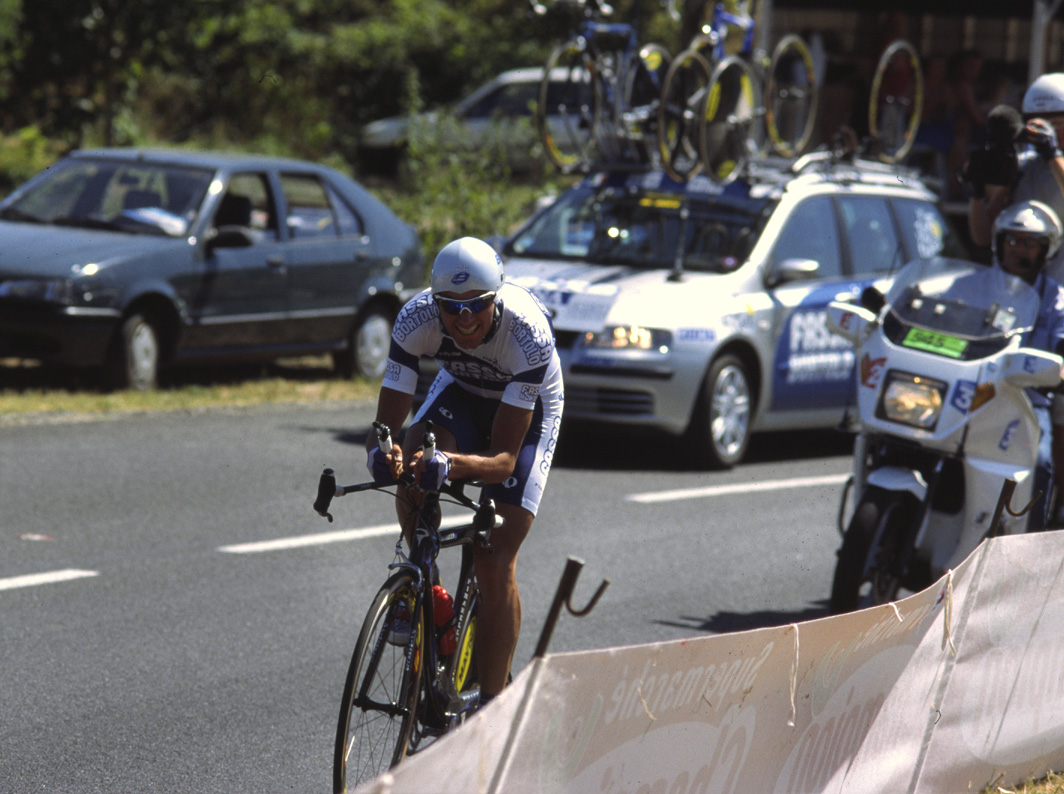
باسو در تور دو فرانس ۲۰۰۳

باسو در پایان تور دو فرانس ۲۰۰۳ نیز علی‌رغم همکاری اندک هم‌تیمی‌هایش در تیم فاسا بورتولو در مکان هفتم قرار گرفت. هم‌تیمی‌ها در بخش نخست مسابقه به دنبال کمک به الساندرو پتاکی بودند و توانست در چهار مرحله به پیروزی برسد. پس از آن که پتاکی به دلیل مسمومیت غذایی وادار به ترک تور شد، تنها دو رکابزن برای کمک به باسو باقی ماندند.
جز مراحل تایم تریل انفرادی تور ۲۰۰۳، باسو تنها یک دقیقه زمان نسبت به آرمسترانگ از دست داد. بر خلاف شایعات مبنی بر انتقال باسو به تیم یواس پستال سرویس، او به تیم سی‌اس‌سی پیوست و تحت هدایت بیارنه ریس قرار گرفت. نقطهٔ ضعف ایوان باسو، تایم تریل بود و پیش از آغاز فصل ۲۰۰۴، او و هم‌تیمی‌اش کارلوس ساستره در تونل بادی در مؤسسه فناوری ماساچوست تمرین می‌کردند تا موقعیت آیرودینامیکی خود را روی دوچرخه بهبود دهند. مهارت تایم تریل باسو در سال‌های بعد به طرز قابل توجهی افزایش یافت.

### جانشین بلافصل

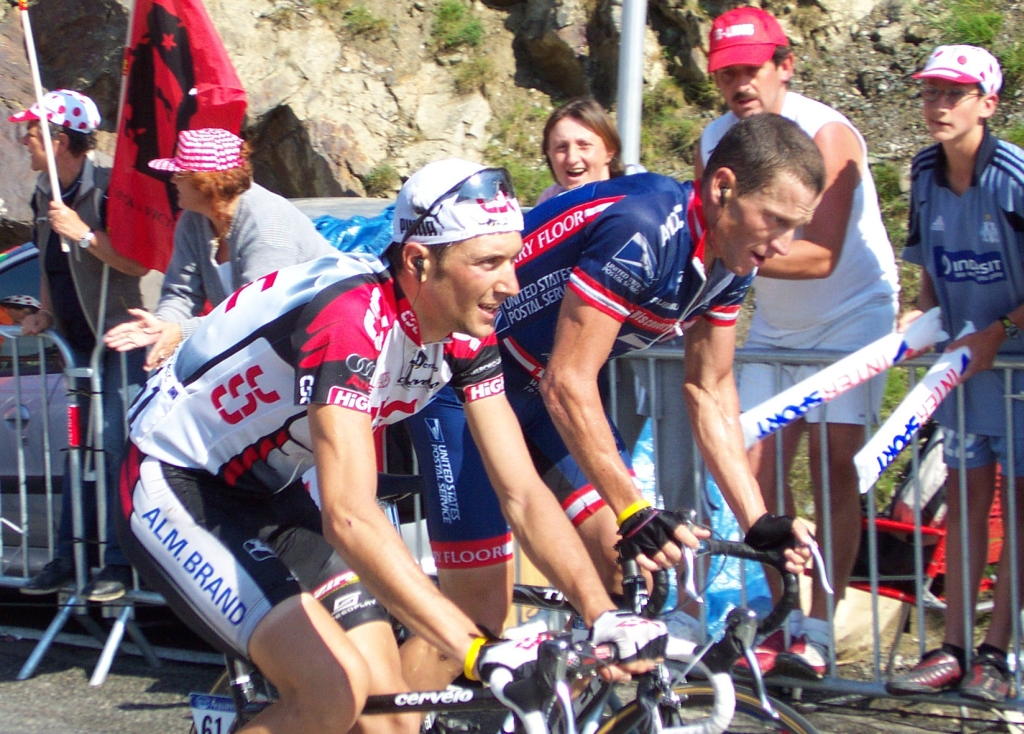
باسو (چپ) در کنار لانس آرمسترانگ در تور دو فرانس ۲۰۰۴. باسو در مرحلهٔ ۱۲ این تور به نخستین پیروزی خود در یک مرحله از گرندتورها رسید.

باسو در تور دو فرانس ۲۰۰۴ وضعیت مناسبی داشت و در مرحلهٔ ۱۲ جلوتر از لانس آرمسترانگ به پیروزی رسید و نخستین پیروزی خود از سال ۲۰۰۱ را به دست آورد. سپس در مرحلهٔ ۱۵ به مکان دوم رده‌بندی اصلی صعود کرد. هرچند زمان کلی او به دلیل ضعف در تایم تریل‌ها آسیب دید: او در مرحلهٔ ۱۶ در رتبهٔ هشتم قرار گرفت و در مرحلهٔ ۱۹ ششم شد. در دو تایم تریل، بیش از ۵ دقیقه زمان نسبت به آرمسترانگ از دست داد که باعث شد در رده‌بندی اصلی به رتبهٔ سوم سقوط کند و پایین‌تر از آندرئاس کلودن قرار گیرد. باسو در پایان فصل ۲۰۰۴ همراه با تیم ایتالیا در مسابقات قهرمانی جهان در ورونا شرکت کرد و به هم‌تیمی خود لوکا پائولینی کمک کرد که مدال برنز را به دست آورد.
باسو در ژانویهٔ ۲۰۰۵ مادر خود را از دست داد. او به یاد مادرش جیرو دیتالیا را هدف اصلی خود در فصل ۲۰۰۵ قرار داد. در مرحلهٔ ۱۱ باسو در فاصلهٔ ۲۶ کیلومتری خط پایان به همراه پائولو ساوولدلی فرار کرد و پس از او از خط پایان گذشت تا پیراهن صورتی جیرو را به دست آورد. هرچند در مرحلهٔ ۱۳ به دلیل مشکل معده، رهبری مسابقه را از دست داد و در مرحلهٔ ۱۴ نیز ۴۰ دقیقه عقب افتاد تا بختش برای قهرمانی در جیرو از میان برود. او در ادامهٔ جیرو هدف خود را پیروزی در مراحل انفرادی قرار داد و توانست در دو مرحلهٔ ۱۷ (کوهستانی) و ۱۸ (تایم تریل) برنده شود.

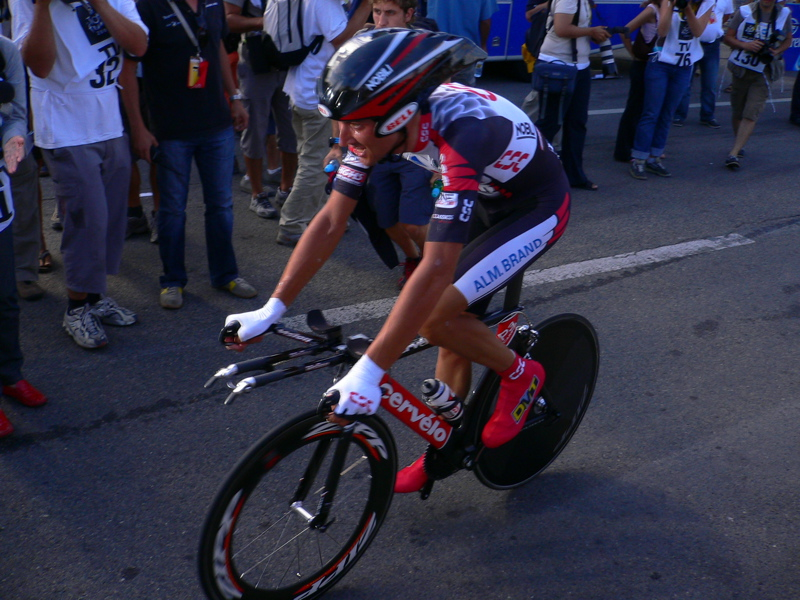
باسو در تور دو فرانس ۲۰۰۵

در تور دو فرانس ۲۰۰۵ ایوان باسو در نخستین مرحلهٔ کوهستانی (مرحلهٔ ۱۰) نسبتاً ضعیف عمل کرد و یک دقیقه دیرتر از گروه پیشتاز به خط پایان رسید؛ ولی در ادامهٔ تور تنها رقیب آرمسترانگ برای کسب پیراهن طلایی بود و در پایان تور بر سکوی دوم ایستاد. باسو همچنان در تایم تریل‌ها ضعیف بود و در دو مرحله، بیش از ۳ دقیقه زمان نسبت به آرمسترانگ از دست داد.

### جیرو دیتالیای ۲۰۰۶
باسو که در جیروی ۲۰۰۵ در مکان ۲۸ قرار گرفته‌بود، در جیروی ۲۰۰۶ با هدف قهرمانی بازگشت. در تایم تریل تیمی مرحلهٔ ۵ تیم سی‌اس‌سی پیروز شد و ایوان باسو به رتبهٔ پنجم رسید. سپس با پیروزی در مرحلهٔ ۸ که پس از پشت سر گذاشتن دامیانو کونگو کسب کرد، رهبر رده‌بندی اصلی جیرو شد.
در تایم تریل انفرادی مرحلهٔ ۱۱ باسو پس از یان اولریش در مکان دوم ایستاد و رکابزنانی مانند مارکو پینوتی قهرمان تایم تریل ایتالیا را شکست داد. او در هفتهٔ پایانی جیرو نیز توانست رقیبان اصلی خود در رده‌بندی اصلی را شکست دهد و دو مرحلهٔ ۱۶ و ۲۰ را با پیروزی پشت سر گذاشت. در پایان مرحلهٔ ۲۰ باسو که از پیروزی خود اطمینان یافته‌بود، تصویری از پسر تازه به دنیا آمدهٔ خود سانتیاگو را نمایش داد و هنگام گذر از خط پایان آن را در هوا نگه داشت. سانتیاگو روز قبل از آن مرحله متولد شده‌بود. جیلبرتو سیمونی که یک دقیقه دیرتر از باسو از خط پایان گذشته بود، اظهار کرد که غلبهٔ باسو در جیروی آن سال «فوق‌العاده» بود. باسو توانست جیرو را با اختلاف بیش از ۹ دقیقه با نفر دوم، خوزه انریکه گوتیرز، به پایان برساند که بیشترین حاشیهٔ پیروزی در جیرو از سال ۱۹۶۵ بود. باسو پس از جیرو اعلام کرد که طبق برنامهٔ پیش‌فصل خود در تور دو فرانس ۲۰۰۶ نیز رکاب خواهد زد.

### عملیات پوئرتو و تور دو فرانس ۲۰۰۶
مدیریت تور دو فرانس در ۳۰ ژوئن در یک کنفرانس مطبوعاتی اعلام کرد که شماری از رکابزنان از جمله ایوان باسو به دلیل شایعات منتشر شده دربارهٔ دوپینگ خونی که از تحقیقات عملیات پوئرتو در اسپانیا نشئت می‌گرفت، در تور دو فرانس ۲۰۰۶ رکاب نخواهند زد. بر پایهٔ تحقیقات، باسو متهم بود که در یک کلینیک اسپانیایی دوپینگ خونی را از دکتر فوئنتس دریافت کرده است. هیچ اتهام رسمی ارائه نشد؛ ولی طی توافقی میان مربیان همهٔ تیم‌های حرفه‌ای، هر رکابزنی که مظنون به استفاده از مواد نیروزا بود، اجازه شرکت در مسابقات تور حرفه‌ای را نمی‌داشت؛ بنابراین سی‌اس‌سی وادار به حذف باسو از فهرست ورودی خود برای تور ۲۰۰۶ شد.
طبق گمانه‌زنی رسانه‌های ایتالیایی در صورتی که باسو محروم نمی‌شد، به تیم دیسکاوری چنل می‌پیوست. تیم سی‌اس‌سی این پیشنهادها را صرفاً شایعه دانست. مدتی بعد، به بیارنه ریس گزارش شد که اگر باسو نتواند ثابت کند که رابطه‌ای با دکتر فوئنتس نداشته است، نمی‌تواند به تیم سی‌اس‌سی بازگردد؛ زیرا در قرارداد باسو ذکر شده‌بود که نمی‌تواند هیچ کمک پزشکی از بیرون تیم دریافت کند.
در ۱۸ اکتبر، تیم سی‌اس‌سی اعلام کرد که قرارداد باسو با توافق دوجانبه لغو شده است. در ۲۶ اکتبر، کمیتهٔ ملی المپیک ایتالیا اعلام کرد که به دلیل ناکافی بودن شواهد، باسو از هرگونه مشارکت در عملیات پوئرتو تبرئه شده است.
در ۹ نوامبر باسو به تیم دیسکاوری چنل پیوست و در ۳ دسامبر برای نخستین کمپ تمرینی غیررسمی به تیم ملحق شد. باسو در تور کالیفرنیا برای لوی لایپهایمر رکاب زد؛ سپس در تیرنو-آدریاتیکو شرکت کرد که در آن تصادف کرد.

#### بازگشایی پروندهٔ پوئرتو
در ۲۴ آوریل ۲۰۰۷ پس از بازگشایی پروندهٔ باسو توسط کمیتهٔ ملی المپیک ایتالیا، تیم دیسکاوری چنل او را تعلیق کرد و در ۳۰ آوریل قرارداد باسو را فسخ کرد. باسو همچنان ادعا می‌کرد که هرگز دوپینگ خونی نکرده است، ولی اعتراف کرد که برای انجام دوپینگ خونی با کلینیک فوئنتس تماس گرفته است.
باسو در ۲ مه در کمیتهٔ ملی حاضر شد و در ۷ مه به مشارکت در رسوایی دارویی اعتراف کرد. در مصاحبهٔ مطبوعاتی بیان کرد که برای دوپینگ تلاش کرده است؛ ولی دوپینگی انجام نداده است. باسو اعلام کرد که محرومیت خود را طی خواهد کرد و به مسابقه باز خواهد گشت.
در ۱۵ ژوئن ۲۰۰۷ باسو مشمول محرومیت دوساله شد. مدت تعلیق او توسط سی‌اس‌سی و تعلیق مجازی پس از ترک دیسکاوری مد نظر قرار گرفت که به معنی محرومیت باسو تا ۲۵ اکتبر ۲۰۰۸ بود.

### بازگشت پس از محرومیت
باسو پس از بازگشت خود قرارداد دوساله‌ای با تیم لیکیگس امضا کرد و نخستین مسابقهٔ خود را در ۲۶ اکتبر در جام ژاپن انجام داد که در پایان آن در مکان سوم قرار گرفت. در آوریل ۲۰۰۹ برندهٔ تور ترنتینو شد. سپس در جیرو دیتالیا شرکت کرد که آن را با کسب مقام پنجم به پایان رساند. همچنین در ووئلتا اسپانیای ۲۰۰۹ در مکان چهارم قرار گرفت.
در سال ۲۰۱۰ هدف باسو کسب دومین قهرمانی در جیرو بود. او آغاز آرامی در جیرو دیتالیای ۲۰۱۰ داشت، ولی برندهٔ مرحلهٔ ۱۵ شد و در پایان مرحلهٔ ۱۹ پیراهن صورتی را به دست آورد که آن را تا پایان تور حفظ کرد. به این ترتیب باسو توانست دومین قهرمانی در جیرو را پس از قهرمانی در سال ۲۰۰۶ کسب کند.
در سال ۲۰۱۱ باسو از جیرو صرف‌نظر کرد تا روی تور دو فرانس تمرکز کند. پس از آغاز خوب در دو هفتهٔ نخست و قرارگیری در مکان پنجم، باسو در مراحل ۱۶ و ۱۷ عقب افتاد و در پایان تور رتبهٔ هفتم را کسب کرد. در سال ۲۰۱۲ نیز باسو روی جیرو تمرکز کرده‌بود، ولی در نهایت پنجم شد.
در اوت ۲۰۱۴ اعلام شد که باسو طبق قراردادی دوساله از سال ۲۰۱۵ به تیم تینکوف-ساکسو خواهد پیوست.
در ژوئیهٔ ۲۰۱۵ سرطان بیضهٔ باسو تشخیص داده شد و در نخستین روز استراحت در ۱۳ ژوئیه از تور دو فرانس ۲۰۱۵ کناره‌گیری کرد تا در ایتالیا به درمان بپردازد. شماری از مردم از جمله لانس آرمسترانگ حمایت خود از باسو را ابراز کردند.
در سپتامبر ۲۰۱۵ تیم تینکوف-ساکسو اعلام کرد که باسو پس از جراحی در میلان، کاملاً درمان شده است و می‌تواند دوباره به مسابقات بازگردد. ولی در ماه بعد باسو پس از گفتگو با تیم خود، بازنشستگی‌اش را اعلام کرد.

## زندگی شخصی
ایوان باسو در کاسانو مانیانو در گالاراتهٔ ایتالیا با همسر و چهار فرزندش زندگی می‌کند. او زمینی را در شهر خود خریداری کرده است تا در آن به پرورش زغال‌اخته بپردازد و علاوه بر ایجاد اشتغال برای مردم محلی، درآمدی برای دوران بازنشستگی خود از دوچرخه‌سواری داشته باشد.

## دستاوردها

### نتایج گرندتورها
| گرندتور | ۱۹۹۹   | ۲۰۰۰ | ۲۰۰۱   | ۲۰۰۲ | ۲۰۰۳ | ۲۰۰۴ | ۲۰۰۵ | ۲۰۰۶ | ۲۰۰۷ | ۲۰۰۸ | ۲۰۰۹ | ۲۰۱۰ | ۲۰۱۱ | ۲۰۱۲ | ۲۰۱۳   | ۲۰۱۴ | ۲۰۱۵   |
| ------- | ------ | ---- | ------ | ---- | ---- | ---- | ---- | ---- | ---- | ---- | ---- | ---- | ---- | ---- | ------ | ---- | ------ |
| جیرو    | انصراف | ۵۲   | —      | —    | —    | —    | ۲۸   | ۱    | —    | —    | ۳    | ۱    | —    | ۵    | —      | ۱۵   | ۵۱     |
| تور     | —      | —    | انصراف | ۱۱   | ۷    | ۳    | ۲    | —    | —    | —    | —    | ۳۱   | ۷    | ۲۵   | —      | —    | انصراف |
| ووئلتا  | —      | —    | —      | —    | —    | —    | —    | —    | —    | —    | ۴    | —    | —    | —    | انصراف | —    | —      |